# Оксид рения(VI)
Оксид рения(VI) — неорганическое соединение, оксид металла рения с формулой ReO3, тёмно-красные кристаллы с металлическим блеском, не растворимые в воде.

## Получение
- Конпропорционирование оксида рения(VII):

{\displaystyle {\mathsf {3Re_{2}O_{7}+Re\ {\xrightarrow {250-300^{o}C,N_{2}}}\ 7ReO_{3}}}}
{\displaystyle {\mathsf {Re_{2}O_{7}+ReO_{2}\ {\xrightarrow {145^{o}C,N_{2}}}\ 3ReO_{3}}}}
- Восстановление оксида рения(VII) монооксидом углерода:

{\displaystyle {\mathsf {Re_{2}O_{7}+CO\ {\xrightarrow {T^{o}C}}\ 2ReO_{3}+CO_{2}}}}

## Физические свойства
Оксид рения(VI) образует тёмно-красные парамагнитные кристаллы кубической сингонии, пространственная группа P m3m, параметры ячейки a = 0,3734 нм, Z = 1.
Не растворяется в воде.

## Химические свойства
- Разлагается при нагревании:

{\displaystyle {\mathsf {3ReO_{3}\ {\xrightarrow {300^{o}C,vacuum}}\ ReO_{2}+Re_{2}O_{7}}}}
{\displaystyle {\mathsf {8ReO_{3}\ {\xrightarrow {400^{o}C,vacuum}}\ 4ReO_{2}+2Re_{2}O_{7}+O_{2}}}}
- Окисляется концентрированной азотной кислотой:

{\displaystyle {\mathsf {ReO_{3}+HNO_{3}\ {\xrightarrow {}}\ HReO_{4}+NO_{2}\uparrow }}}
- С гидроксидами и карбонатами щелочных металлов образует рениты и перренаты:

{\displaystyle {\mathsf {3ReO_{3}+4NaOH\ {\xrightarrow {}}\ Na_{2}ReO_{3}+2NaReO_{4}+2H_{2}O}}}
{\displaystyle {\mathsf {3ReO_{3}+2Na_{2}CO_{3}\ {\xrightarrow {t}}\ Na_{2}ReO_{3}+2NaReO_{4}+2CO_{2}\uparrow }}}
- Окисляется кислородом воздуха:

{\displaystyle {\mathsf {4ReO_{3}+O_{2}\ {\xrightarrow {160-400^{o}C}}\ 2Re_{2}O_{7}}}}
- Водными растворами окислителей (азотной кислоты, пероксида водорода, бромной воды и др.) переводится в рениевую кислоту:

{\displaystyle {\mathsf {2ReO_{3}+H_{2}O_{2}\ {\xrightarrow {}}\ 2HReO_{4}}}}
- Восстанавливается водородом:

{\displaystyle {\mathsf {ReO_{3}+3H_{2}\ {\xrightarrow {450-800^{o}C}}\ Re+3H_{2}O}}}